# Maria Josefa da Baviera
Maria Josefa da Baviera (Maria Josefa Antônia Valburga Felicidade Regula, 20 de março de 1739 – 28 de maio de 1767) foi Imperatriz Romano-Germânica, Rainha dos Romanos, Arquiduquesa da Áustria, Grã-duquesa da Toscana e seus demais domínios. Era esposa do Sacro Imperador José II. Pelo nascimento foi uma princesa e duquesa da Baviera, era filha de Carlos VII, Sacro Imperador e Eleitor da Baviera, e da arquiduquesa Maria Amália da Áustria.

## Família
Membro da Casa de Wittelsbach, Maria Josefa nasceu no Palácio Nymphenburg em Munique, na Baviera. Maria Josefa era a sétima e mais nova criança de Carlos Albeto, Eleitor da Baviera, e Imperador Romano. Sua mãe, Maria Amália, era uma arquiduquesa de Áustria de nascimento. Seus avós maternos eram José I do Sacro Império Romano-Germânico e Guilhermina Amália de Brunsvique-Luneburgo. Seus avós paternos eram Maximiliano II Emanuel, Eleitor da Baviera, e Teresa Cunegunda a filha do rei do rei da Polônia, João Sobieski III. A mãe de Maria Josefa, a arquiduquesa Maria Amália, também era prima-irmã de sua futura sogra, a imperatriz Maria Teresa da Áustria, e portanto Maria Josefa era prima em segundo grau de seu futuro marido, José II do Sacro Império Romano-Germânico.
A mãe de Maria Josefa, a arquiduquesa Maria Amália, deu à luz sete filhos, dos quais apenas quatro viveram até a idade adulta. Os irmãos de Maria Josefa incluíam seu irmão Maximiliano III, Eleitor da Baviera, e duas irmãs Maria Antônia, Eleitora da Saxônia e Maria Ana Josefa, Marquesa da Baden-Baden.

## Casamento

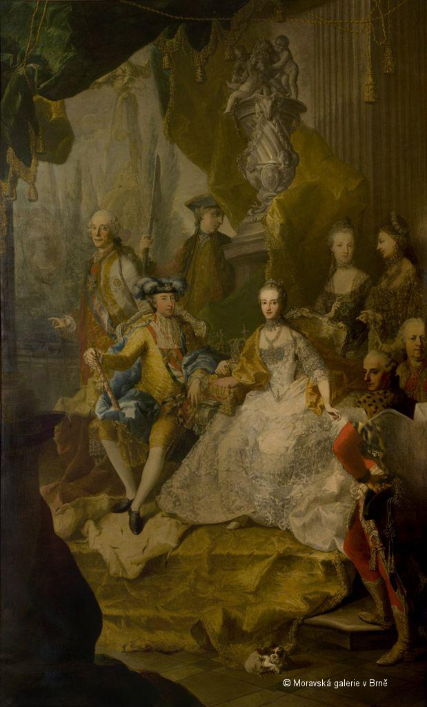
Retrato de José II e sua esposa Maria Josefa da Baviera, de Anton Glunck, 1768. No Castelo de Valtice.

Maria Josefa  casou-se por procuração em 13 de janeiro de 1765, com seu primo de segundo grau, o viúvo José, herdeiro da imperatriz Maria Teresa da Áustria em Munique, na Baviera. Após sua chegada a Viena de Munique, seu marido não parecia estar satisfeito com sua nova esposa e nem a comitiva. Ela e José se casaram-se em uma cerimônia religiosa em 25 de janeiro de 1765, no Palácio de Schönbrunn, em Viena, em meio a grandes festividades. O casamento, no entanto, nunca foi feliz. Isso ocorreu apenas sob pressão da mãe de José, Maria Teresa, que queria que seu filho providenciasse um herdeiro ao trono. No entanto, José nunca quis voltar a casar-se depois da morte de sua amada primeira esposa, Isabel de Parma, apesar de Maria Teresa ter feito algumas tentativas para casar José com a irmã mais nova de Isabel, Maria Luísa de Parma, que no entanto, já estava prometida ao infante Carlos Antônio da Espanha e, de qualquer forma, não estava interessada.
José não achou Maria Josefa fisicamente atraente, ele a descreveu em uma carta quando a viu pela primeira vez: "Ela tem vinte e cinco anos, nunca teve varíola e o próprio pensamento da doença me faz estremecer, grossa e sem vestígio de charme, com o rosto coberto de manchas e espinhas, os dentes são horríveis." No entanto, Wenzel Anton, Príncipe de Kaunitz-Rietberg, queria que José se casasse com Maria Josefa por causa da conexão bávara, então ela foi finalmente selecionada para ser a noiva de José.
Um mês depois de seu casamento, José enviou uma longa e auto-piedosa carta ao pai de sua primeira esposa. Ele não tinha nada em comum com sua nova esposa, admitiu. No entanto não tinha nada a dizer de seu caráter, Maria Josefa era uma "mulher irrepreensível" que o amava, e que ele a valorizava por seus traços positivos, mas sofria por não amá-la. Até mesmo seus inimigos admitem que Maria Josefa era amável, amiga de todos e disposta a todo tipo de sentimento benevolente; Mas, seu entendimento era estreito, bem como deficiente no cultivo. José acrescentou ainda: "Vou manter o caminho da honra, e se eu não posso ser um marido afetuoso, pelo menos ela terá em mim um amigo, que aprecia suas boas qualidades e trata-a com todas as considerações imagináveis." Apesar disso, José nunca cumpriu sua palavra.

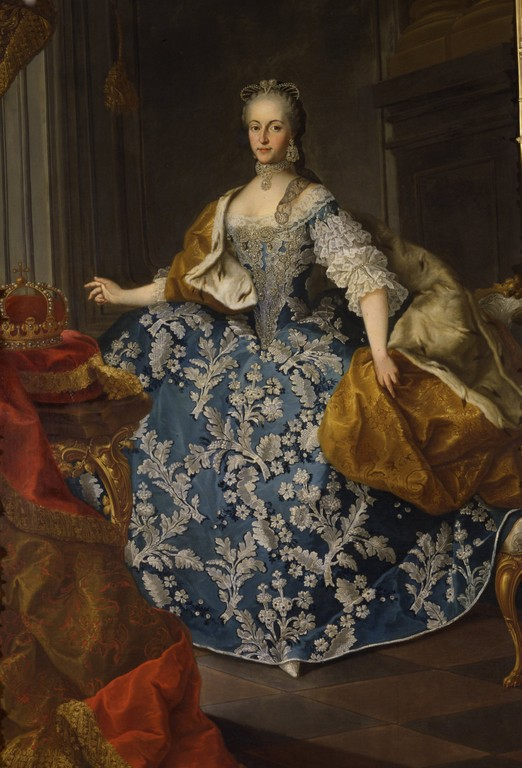
Rainha Maria Josefa. Retrato de Martin van Meytens, 1765.

Com o passar do tempo, ele tratava cada vez mais Maria Josefa com bastante frieza. A cunhada de Maria Josefa, a arquiduquesa Maria Cristina, escreveu certa vez: "Creio que se eu fosse sua esposa de José, tão maltratada, fugiria e me penduraria em uma árvore em Schönbrunn". Apesar do frio comportamento de José para com ela, Maria Josefa tinha amado seu marido com muito ardor e foi profundamente afetada por sua crueldade para com ela. Sendo de uma disposição mansa e tímida, e consciente de sua própria inferioridade, ela tremia e empalidecia sempre que ela estava na presença de seu marido. O único membro da família imperial que tomou sob sua asa a jovem princesa foi seu sogro, o imperador Francisco I do Sacro Império Romano-Germânico. E quando Francisco morreu logo após o seu casamento, ela não tinha nenhum amigo de verdade. Após a morte de Francisco em 18 de agosto de 1765, Maria Josefa tornou-se imperatriz do Sacro Império Romano após a ascensão de seu marido ao trono. Sua sogra, no entanto, permaneceu a figura mais poderosa e importante no Império e na corte em Viena.
Maria Josefa e o matrimônio de curta duração com José não produziram nenhuma criança, mas durante os dois anos de seu casamento, o estado de saúde de Maria Josefa levou ela e outros a supor que ela estava grávida. Em outubro de 1765, em frases delicadamente omitidas por Arneth de uma versão publicada de uma carta a seu irmão mais novo Leopoldo, José escreveu: "Quanto à minha imperatriz, não há mudança. Ela não tem nenhuma doença, mas perturbação considerável. Ela Maria Josefa talvez grávida, embora sem o menor inchaço. Eu simplesmente não entendo, e eu me consolo com a vida feliz que conduz como um solteiro marido."
No mês seguinte, escreveu: "Moro quase como solteirão, me levanto às 6 horas da manhã, vou para a cama às 11h, vendo minha esposa apenas à mesa e tocando-a apenas na cama". No mesmo mês, a amante de José se aposentou. Aparentemente, a jovem imperatriz tinha piorado as coisas para si mesma, contando seus problemas a seus criados.

## Morte

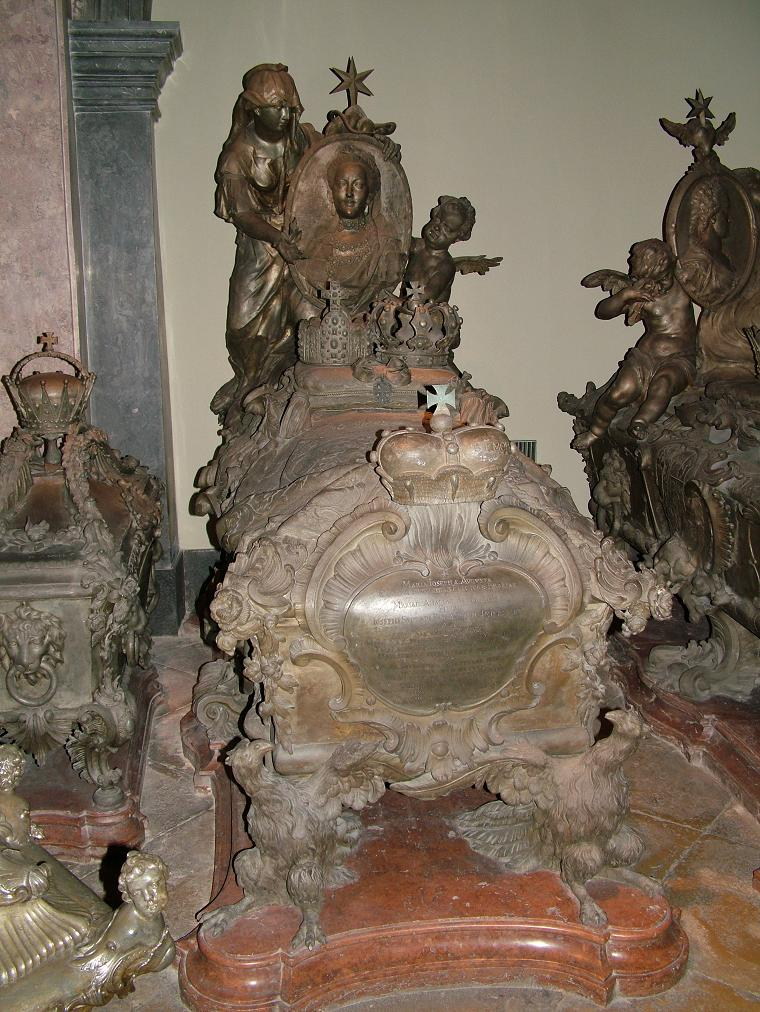
Sarcófago de Maria Josefa na Cripta Imperial, Viena

Em 28 de maio de 1767, depois de apenas dois anos de casamento, Maria Josefa morreu de varíola, da mesma forma que sua predecessora Isabel de Parma. Após a morte da jovem imperatriz, a corte imediatamente mergulhou em luto. Seu marido não a visitou durante sua doença, embora sua sogra, Maria Teresa, o tenha feito. Ao visitá-la, Maria Teresa também pegou a doença, mas sobreviveu.
A primeira reação de José a receber a notícia da morte de sua esposa foi de apresentar certo arrependimento pela frieza que ele tinha mostrado a ela. Além disso, trouxe-se a dizer à sua cunhada, a duquesa Maria Antônia da Baviera, que sua esposa tinha sido "por muitas razões digna de respeito". Maria Josefa foi enterrada na Cripta Imperial de Viena. O imperador José II não teve coragem para ver o cadáver da esposa.
A jovem impotente desempenhou um importante papel na vida de seu marido após sua morte, quando ele reivindicou uma grande parte da Baviera em 1778. Baseou sua reivindicação em, entre outras razões, seu casamento com a sua segunda esposa bávara. Este conflito eventualmente desencadeou a Guerra da Sucessão Bávara. No final, a dinastia Habsburgo-Lorena ganhou apenas o território de Innviertel.

## Títulos e estilos
- 30 de Março de 1739 – 23 de Janeiro de 1765: Sua Alteza Sereníssima Princesa Maria Josefa da Baviera, Duquesa da Bavaria
- 23 de Janeiro de 1765 – 18 de Augusto de 1765: Sua Majestade a Rainha dos Romanos
- 18 de Augusto de 1765 – 28 de Maio de 1767: Sua Majestade Imperial a Imperatriz Romano-Germânica